# 1919 en science
| Années de la science : 1916 - 1917 - 1918 - 1919 - 1920 - 1921 - 1922    |
| Décennies de la science : 1880 - 1890 - 1900 - 1910 - 1920 - 1930 - 1940 |

Cet article présente les faits marquants de l'année 1919 en science.

## Événements
- 20 février : fondation de la société britannique de psychanalyse présidée par Ernest Jones[1].
- 14 avril : la Roumanie adopte le calendrier grégorien. Le 1er avril devient le 14 avril[2].
- 23 mai : fondation de l'Université de Californie à Los Angeles (UCLA)[3].
- 18-28 juillet : assemblée générale constitutive du Conseil international de recherches se réunit à Bruxelles. Elle fonde l'Union astronomique internationale, l'Union géodésique et géophysique internationale, l'Union internationale de chimie pure et appliquée et l'Union internationale de radiotélégraphie scientifique[4].
- 31 juillet : l’ingénieur norvégien Fredrik Rosing Bull dépose un brevet de  « trieuse-enregistreuse-additioneuse combinée à cartes perforées ». Le prototype est présenté au conseil d'administration de Storebrand qui l’achète le 21 janvier 1921[5].

### Sciences physiques

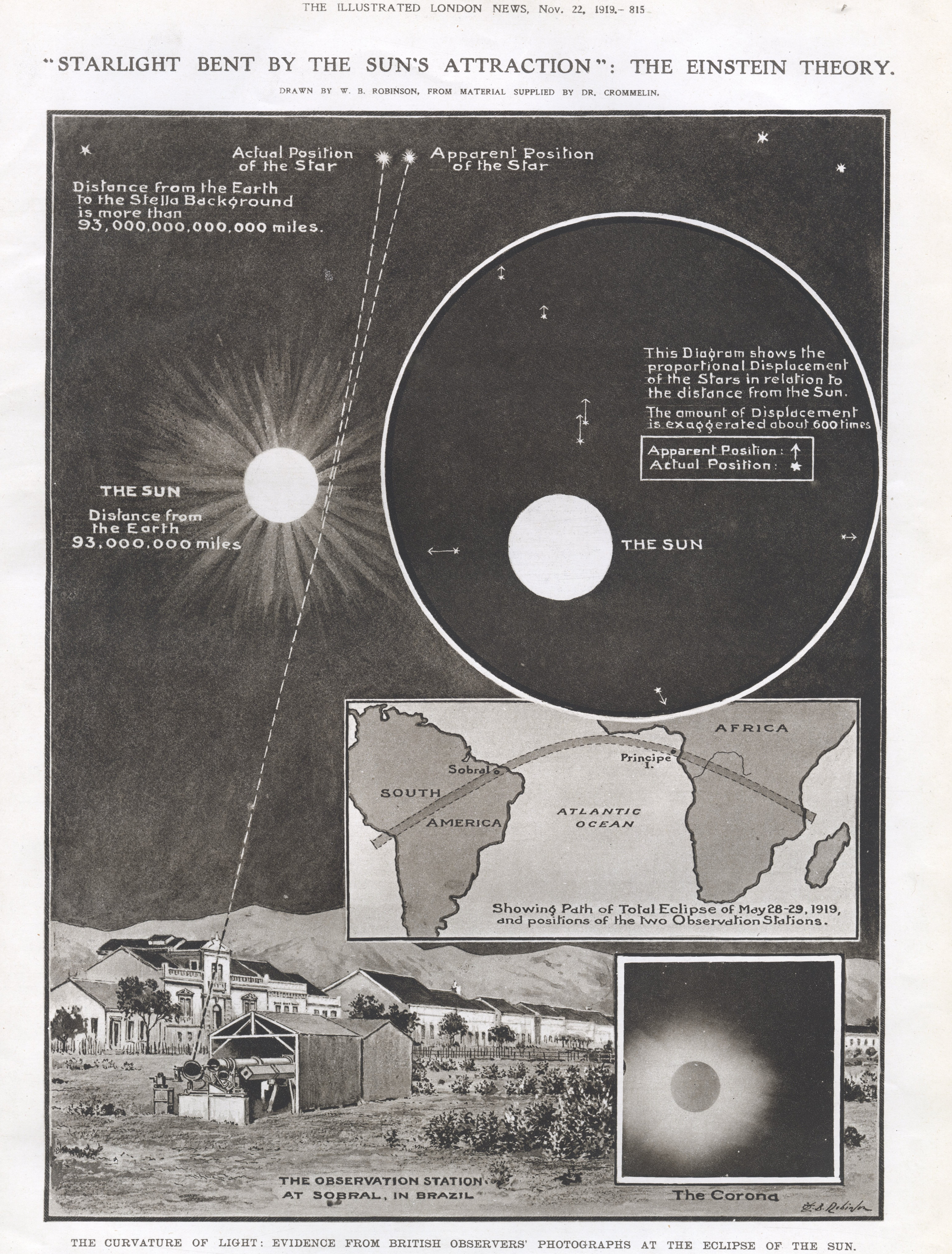
Description des observations de l'éclipse solaire qui ont soutenu la théorie générale de la relativité d'Einstein. Illustration tirée de The Illustrated London News du 22 novembre 1919.

- 29 mai : lors d'une éclipse totale de soleil sur l'Île de Principe, l'expédition dirigée par l'astronome et physicien britannique Arthur Eddington mesure une déflexion de la lumière des étoiles par le soleil, exactement conforme aux prédictions de la relativité générale, c'est-à-dire la déviation gravitationnelle de la lumière (décalage d'Einstein)[6]. La preuve de la relativité générale est présentée le 6 novembre à Londres, dans la Burlington House, lors d'une séance présidée par Sir Joseph John Thomson, Prix Nobel de physique en 1906[7].

- Juin : le physicien britannique d'origine néo-zélandaise Ernest Rutherford publie les résultats  de ses expériences sur la désintégration de l'atome dans une série de quatre article dans le Philosophical Magazine intitulés Collision of alpha particles with light atoms. Il réussit la première transmutation artificielle, la fission d’un noyau d’azote sous le choc d’une particule alpha[8].
- 17 décembre : le météorologiste argentin Albert Porta prévoit pour le 17 décembre la destruction de la Terre et du Soleil par un courant magnétique causé par l'alignement de six planètes[9].

- Le physicien allemand Max Born et le chimiste allemand Fritz Haber développent le cycle de Born-Haber[10].

## Publications
- Andrew Douglass : Climate Cycles and Tree Growth, en trois volumes (1919-1936). L'astronome américain fait connaître ses travaux sur la datation par dendrochronologie.
- John Maynard Keynes : Les Conséquences économiques de la paix.

## Prix
- Prix Nobel
  - Physique :  Johannes Stark
  - Chimie :  Non décerné

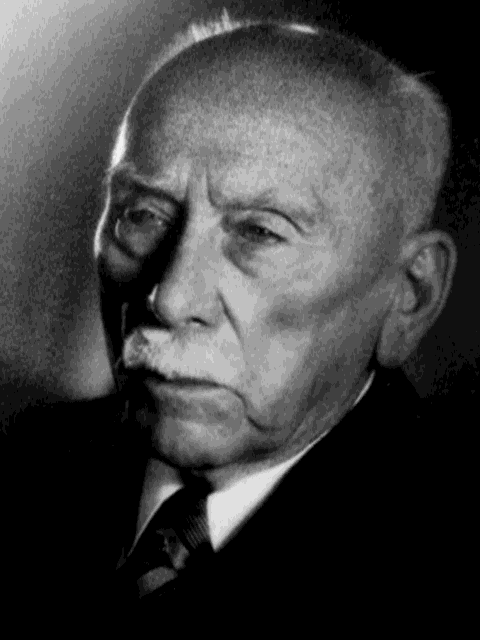
Jules Bordet

  - Physiologie ou médecine : Jules Bordet (Belge) pour ses travaux sur le bacille de la coqueluche.

- Médailles de la Royal Society
  - Médaille Copley : William Bayliss
  - Médaille Davy : Percy F. Frankland
  - Médaille Hughes : Charles Chree
  - Médaille royale : John Bretland Farmer, James Hopwood Jeans
  - Médaille Sylvester : Percy Alexander MacMahon

- Médailles de la Geological Society of London
  - Médaille Lyell : William Fraser Hume
  - Médaille Murchison : Gertrude Elles
  - Médaille Wollaston : Aubrey Strahan

- Prix Jules-Janssen (astronomie) : Guillaume Bigourdan
- Médaille Linnéenne : Sir Isaac Bayley Balfour
- Médaille Keith : Ralph Allan Sampson
- Médaille Tyson : William Michael Herbert Greaves
- Prix Petit d'Ormoy : Henri-Léon Lebesgue

## Naissances

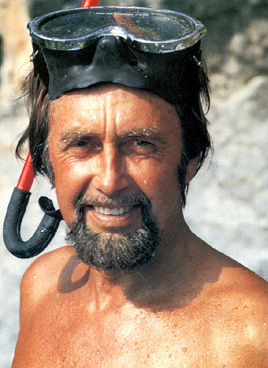
Hans Hass

- 8 janvier : John Weakland (mort en 1995), anthropologue et thérapeute américain.
- 20 janvier : Eliécer Silva Celis (mort en 2007), anthropologue et archéologue colombien.
- 23 janvier : Hans Hass, zoologiste et océanographe.
- 16 février : Nathan Mantel (mort en 2002), biostatisticien américain.
- 18 février : Clifford Truesdell (mort en 2000), mathématicien, mécanicien et historien des sciences américain.
- 19 mars :
  - Arthur Cronquist (mort en 1992), botaniste américain.
  - Bernard Pullman (mort en 1996), chimiste et biochimiste quantique théoricien français.

- 1er avril : Joseph E. Murray, médecin et chirurgien américain, prix Nobel de physiologie ou médecine en 1990.
- 9 avril : John Eckert (mort en 1995), ingénieur américain, co-inventeur de l'ENIAC.
- 22 avril : Donald J. Cram (mort en 2001), chimiste américain, prix Nobel de chimie en 1987.
- 25 mai : Raymond Smullyan (mort en 2017), mathématicien, logicien et prestidigitateur américain.

- 1er juin : Gisbert Hasenjaeger (mort en 2006), mathématicien et logicien allemand.
- 5 juin : James C. Fletcher (mort en 1991), physicien américain.
- 7 juin : Yohanan Aharoni (mort en 1976), archéologue israélien.

- 26 juillet : James Lovelock, scientifique indépendant britannique.
- 27 juillet : Jack Goody, anthropologue britannique.

- 6 août : Kenneth Levenberg (mort en 1973), statisticien américain.
- 7 août : John Paul Hogan, chimiste américain.
- 12 août :
  - Margaret Burbidge (morte en 2020) (née Eleanor Margaret Peachey), astrophysicienne britannique.
  - Vikram Sarabhai (mort en 1971), physicien indien.
- 28 août : Godfrey Newbold Hounsfield (mort en 2004), ingénieur britannique, prix Nobel de physiologie ou médecine en 1979.

- 22 septembre : Robin Gandy (mort en 1995), mathématicien et logicien britannique.
- 23 septembre : Pierre-Roland Giot (mort en 2002), préhistorien français.
- 27 septembre : Pietro Omodeo (mort en 2024), biologiste italien.

- 7 octobre : Henriette Avram (morte en 2006), ingénieure informaticienne américaine.
- 18 octobre :
  - George Box (mort en 2013), statisticien américain.
  - Marie Boas Hall (morte en 2009), historienne des sciences britannique.
- 21 octobre : Raymond Siestrunck (mort en 2005), physicien et mathématicien français.
- 23 octobre : Manólis Andrónikos (mort en 1992), archéologue grec.
- 31 octobre : Émile Meslé (mort en 1994), ethnologue français.

- 1er novembre : Hermann Bondi (mort en 2005), mathématicien et un cosmologiste austro-britannique.

- 2 décembre : Lucien Bernot (mort en 1993), ethnologue français.
- 6 décembre : Clyde Cowan (mort en 1974), physicien américain, prix Nobel de physique en 1995.
- 9 décembre :
  - Samuel Epstein (mort en 2001), géochimiste américain.
  - William Nunn Lipscomb, chimiste américain, prix Nobel de chimie en 1976.
- 11 décembre : Digby Johns McLaren (mort en 2004), géologue et paléontologue canadien.
- 20 décembre : Robert Crane (mort en 2010), biochimiste américain.
- 29 décembre : Denise de Sonneville-Bordes (morte en 2008), préhistorienne française.
- 30 décembre : François Bordes (mort en 1981), préhistorien français.
- Dorothy Gilford (morte en 2014), statisticienne américaine.

## Décès

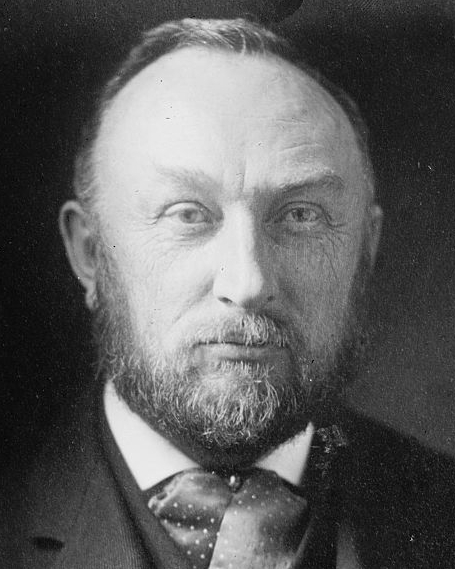
Edward Charles Pickering

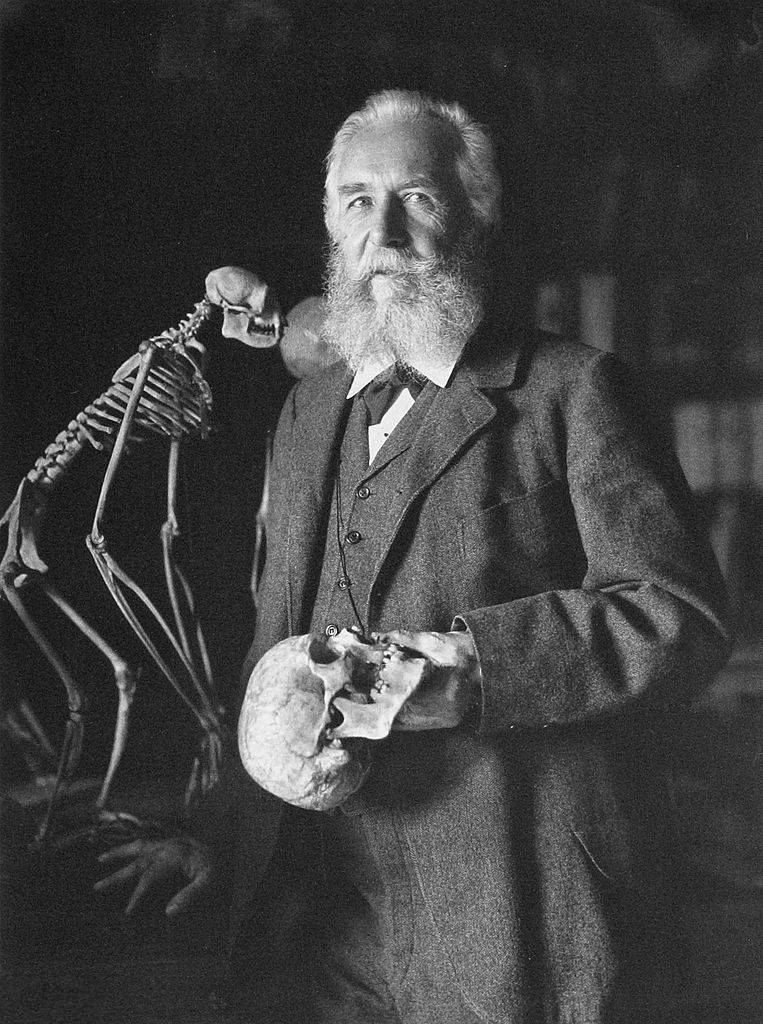
Ernst Haeckel

- 7 janvier : Félix Fabart (né en 1838), journaliste et géomètre français.
- 15 janvier : Jérôme Eugène Coggia (né en 1849), astronome français.

- 3 février : Edward Charles Pickering (né en 1846), astronome et physicien américain.
- 19 février : Frederick DuCane Godman (né en 1834), ornithologue et entomologiste britannique.

- 12 mars : Lawrence Lambe (né en 1863), géologue et paléontologue canadien[11].
- 17 mars : Félix Mazauric (né en 1868), spéléologue et archéologue français.

- 4 avril : Sir William Crookes (né en 1832), chimiste et physicien britannique.
- 16 avril : Paul Mansion (né en 1844), mathématicien et historien des sciences belge.

- 21 mai : Evgraf Fedorov (né en 1853), mathématicien, cristallographe et minéralogiste russe.

- 15 juin : Antoine Héron de Villefosse (né en 1845), archéologue français.
- 30 juin : John William Strutt Rayleigh (né en 1842), physicien anglais.

- 15 juillet : Hermann Emil Fischer (né en 1852), chimiste allemand.
- 18 juillet : Hermine Hartleben (née en 1846), égyptologue allemande.
- 21 juillet : Gustaf Magnus Retzius (né en 1842), anatomiste suédois.
- 27 juillet : Charles Conrad Abbott (né en 1843), archéologue et naturaliste américain.

- 8 août : Ernst Haeckel (né en 1834), biologiste allemand.
- 25 août : Viktor Knorre (né en 1840), astronome russe.

- 23 septembre : Heinrich Bruns (né en 1848), mathématicien et astronome allemand.

- 1 octobre : Philip Jourdain (né en 1879), mathématicien et logicien britannique.
- 12 octobre : Frances Wood (née en 1883), chimiste et statisticienne anglaise.

- 15 novembre : Alfred Werner (né en 1866), chimiste suisse.

- 3 décembre : Christian Ernst Stahl (né en 1848), botaniste allemand.
- 5 décembre : Elia Millosevich (né en 1848), astronome italien.
- 21 décembre : Mary Rothes Margaret Cecil (née en 1857), égyptologue britannique.